# Дьячково (Вологодская область)
Дьячково — деревня в Никольском районе Вологодской области.
Входит в состав Аргуновского сельского поселения, с точки зрения административно-территориального деления — в Аргуновский сельсовет.
Расстояние по автодороге до районного центра Никольска — 42 км, до центра муниципального образования Аргуново — 2 км. Ближайшие населённые пункты — Мичково, Семенка, Аргуново, Софроново, Никольское.
По переписи 2002 года население — 52 человека (29 мужчин, 23 женщины). Всё население — русские.